# Bernd Petermann

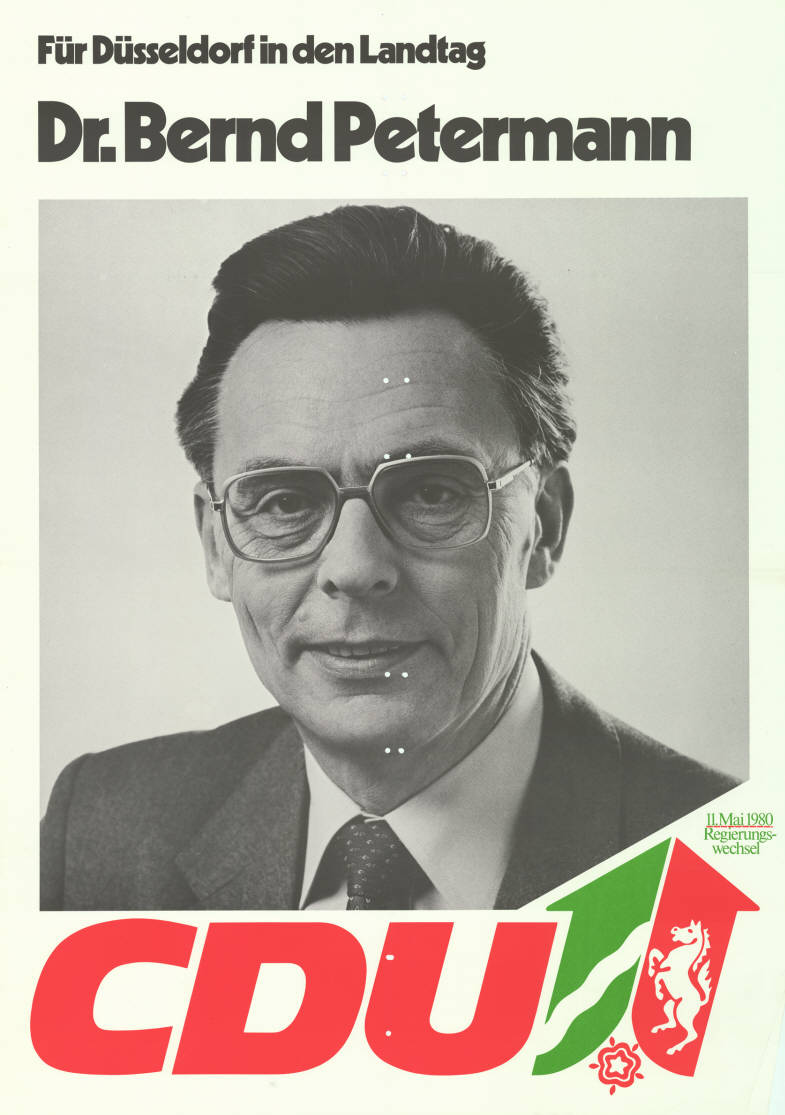
Kandidatenplakat zur Landtagswahl in Nordrhein-Westfalen 1980

Bernd Petermann (* 8. August 1927 in Duisburg-Ruhrort; † 22. August 2009 in Düsseldorf) war ein Rechtsanwalt und Politiker der CDU.

## Leben und Wirken
Bernd Petermann, im Krieg Flakhelfer und Soldat, studierte nach seinem Abitur 1946 Rechts- und Staatswissenschaften an der Universität Köln und promovierte 1953 zum Dr. jur. Von 1953 bis 1954 war er als Anwaltsassessor tätig, ab 1954 als Rechtsanwalt am Oberlandesgericht Düsseldorf. Bernd Petermann war von 1961 bis 1970 für die CDU Mitglied im Rat der Stadt Düsseldorf. Als Abgeordneter vertrat er im Düsseldorfer Landtag von 1970 bis 1980 den Wahlkreis 048, Düsseldorf V. In Anerkennung seiner politischen Tätigkeit wurde ihm das Bundesverdienstkreuz am Bande und 1. Klasse verliehen.
Auf den Gebieten des Schul- und Hochschulrechts, des Privatschulrechts und der Privatschulfinanzierung hat er Rechtspositionen zugunsten des Subsidiaritätsprinzips zur Geltung gebracht. Sein im Februar 1978 erschienener juristischer Kommentar zum damals neuen Schulmitwirkungsgesetz NRW vom 30. November 1977, aus der Mitwirkung an der Gesetzgebungsdiskussion erwachsen, fand nicht nur in Fachkreisen über viele Auflagen weite Beachtung.
Neben seiner anwaltlichen und politischen Arbeit war er in der katholischen Kirche in vielen Ehrenämtern tätig. Von 1972 bis 1986 war er Vorsitzender des Diözesanrates der Katholiken im Erzbistum Köln. Für seine Verdienste in der Kölner Kirche überreichte ihm 1983 Joseph Kardinal Höffner im Auftrag von Papst Johannes Paul II. das Komturkreuz des Gregoriusordens mit Stern.
Petermann wurde bereits 1953 Mitglied des Katholischen Studentenvereins Markomannia im KV zu Münster, wo er seine Frau Helene Petermann, geb. Huntgeburth kennenlernte, mit der er vier Kinder hatte.

## Veröffentlichungen
- Petermann, Bernd, Das Naturrecht der kollektiven Notwehr, Köln, Rechtswiss. Fak., Diss. v. 11. Febr. 1953
- Petermann, Bernd, Durch die Einheitsschule zum Einheitsmenschen? Recklinghausen: KPV/NW, Kommunalpolit. Vereinigung d. CDU in Nordrhein-Westfalen, 1974
- Petermann, Bernd, Dem Menschen dienen. In: Bernd Petermann und Josef Kardinal Höffner, "Wir nehmen die Herausforderung an!" ; Ansprachen beim Neujahrsempfang des Diözesanrates der Katholiken im Erzbistum Köln am 18. Januar 1976. Köln: Presseamt des Erzbistums Köln, 1976
- Petermann, Bernd, Freie Schulen für freie Menschen. Recklinghausen: Kommunalpolit. Vereinigung d. CDU in Nordrhein-Westfalen, 1977
- Petermann, Bernd und Joseph Kardinal Höffner, "Wir alle tragen Verantwortung". Ansprachen beim Neujahrsempfang für den Diözesanrat der Katholiken im Erzbistum Köln, 15. Januar 1978. Köln: Presseamt des Erzbistums Köln, 1978
- Petermann, Bernd und Joseph Kardinal Höffner, Subsidiarität meint Freiheit und Solidarität. Ansprachen beim Neujahrsempfang für d. Diözesanrat d. Katholiken im Erzbistum Köln, 20. Januar 1980. Köln: Presseamt d. Erzbistums Köln, 2. Aufl., 11. – 20. Tsd. 1980 (1980)
- Realität und Perspektiven des Dialogs zur Gesprächskultur in unserer Gesellschaft, 30 Jahre Thomas-Morus-Akademie'. Otto Bernhard, Bernd Petermann, Bernd Roegele. Bergisch Gladbach: Thomas-Morus-Akad., 1984
- Symbolfigur politischer Moral? Zum 450. Todestag von Thomas Morus. Mit Beitr. von Bernd Petermann, Hubertus Schulte Herbrüggen, Hubert Luthe. Bergisch Gladbach: Thomas-Morus-Akad., 1986
- Petermann, Bernd, Das Kreuz - nur Zeichen der Tradition? Ein Prozess - christliche Grundwerte ade? : Vortrag auf einer Bildungstagung der Historischen Deutschen Schützenbruderschaft in Opladen am 25. November 1995. Hrsg. vom Presseamt des Erzbistums Köln. Köln 1995
- Gesetz über die Mitwirkung im Schulwesen Schulmitwirkungsgesetz (SchMG), Kommentar von Bernd Petermann, Rechtsanwalt am Oberlandesgericht Düsseldorf, 15., überarb. Aufl., Essen: Verlag für Wirtschaft u. Verwaltung Wingen, 2000 (1. Auflage 1978)